# Nicotiana attenuata
Nicotiana attenuata là loài thực vật thuộc chi Nicotiana, thường được biết đến là coyote tobacco. Đây là một loài hoang dại mọc ở miền Tây Bắc Châu Mỹ, từ British Columbia tới Texas và Bắc Mexico. Đây là loài thường niên, cao lớn nhất khoảng 1 mét. Lá rộng, có thể tới 10 cm dài. Phần lá dưới thường hình bầu dục và phần lá thân thường dài và nhọn. Hoa dạng chùm hữu hạn inflorescence, màu trắng hồng hoặc trắng xanh. Hoa có dạng loa kèn với chiều dài từ 2 tới 3 cm. Cánh hoa dạng hợp và đầu cánh hoa thường là màu trắng. Bầu quả dạng capsule
Loài cây này thường được sử dụng với mục đích dược liệu bởi những người Châu Mỹ bản địa và được sử dụng như là thuốc hút smoked bởi những người Hopi, Apache, Navajo, Paiute.
Khi cây thuốc lá dại này bị tấn công bởi con sâu thuốc lá sâu sừng thuốc lá (Manduca sexta), nó sẽ tiết ra các hợp chất mùi để dẫn dụ bọ cánh cứng Geocoris tới tiêu diệt sâu gây hại.

## Hình ảnh

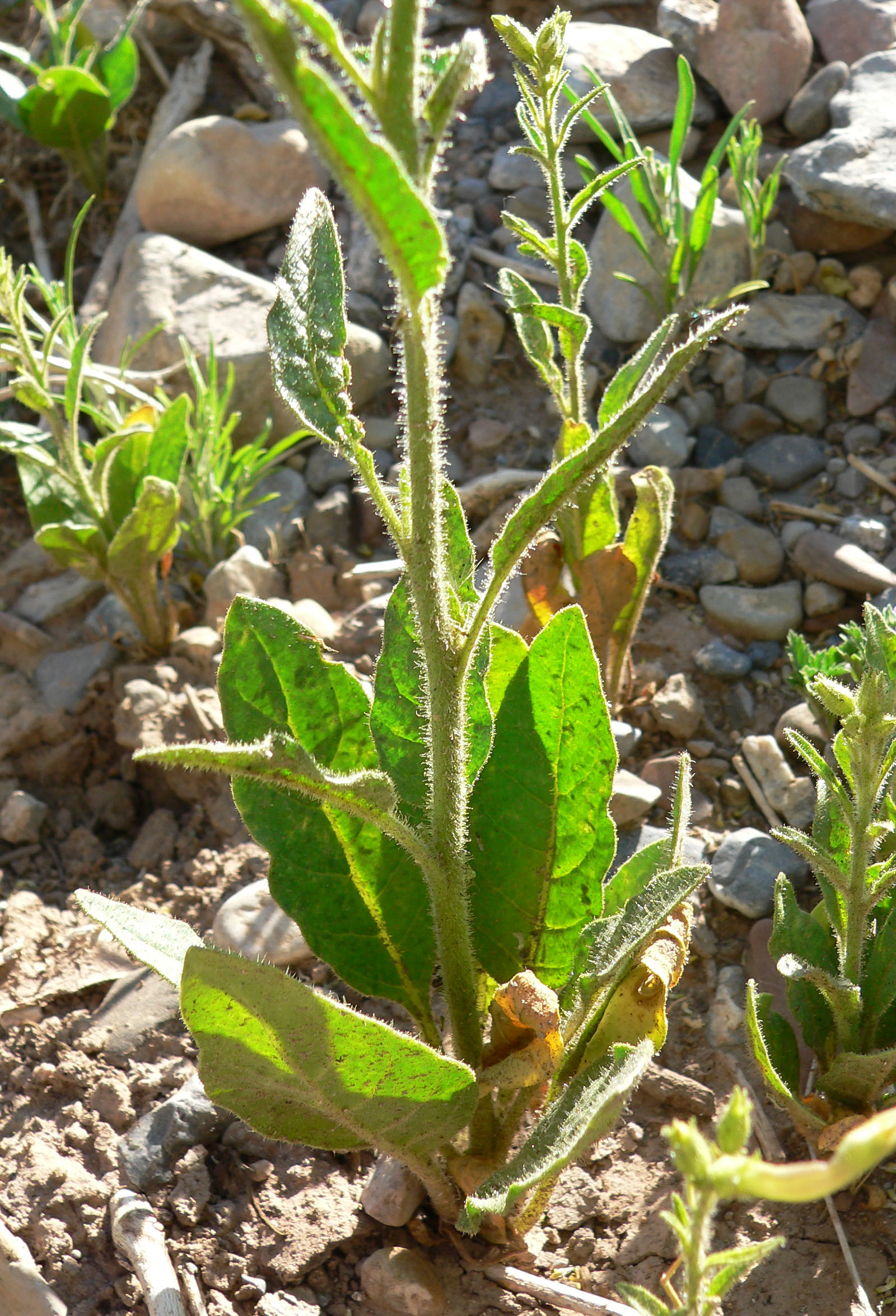
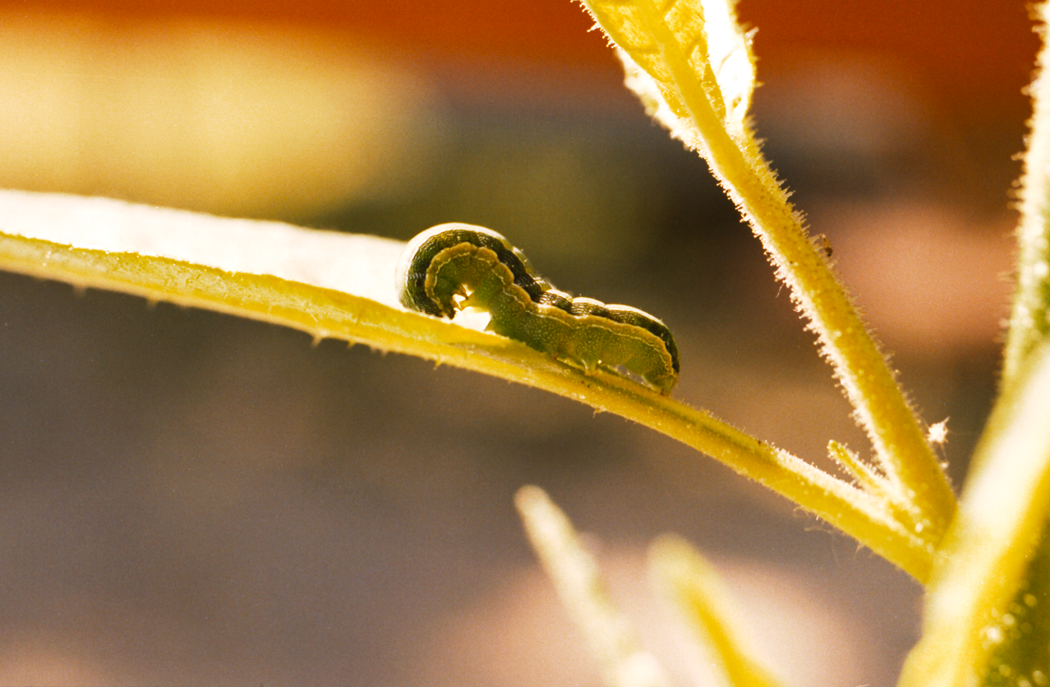
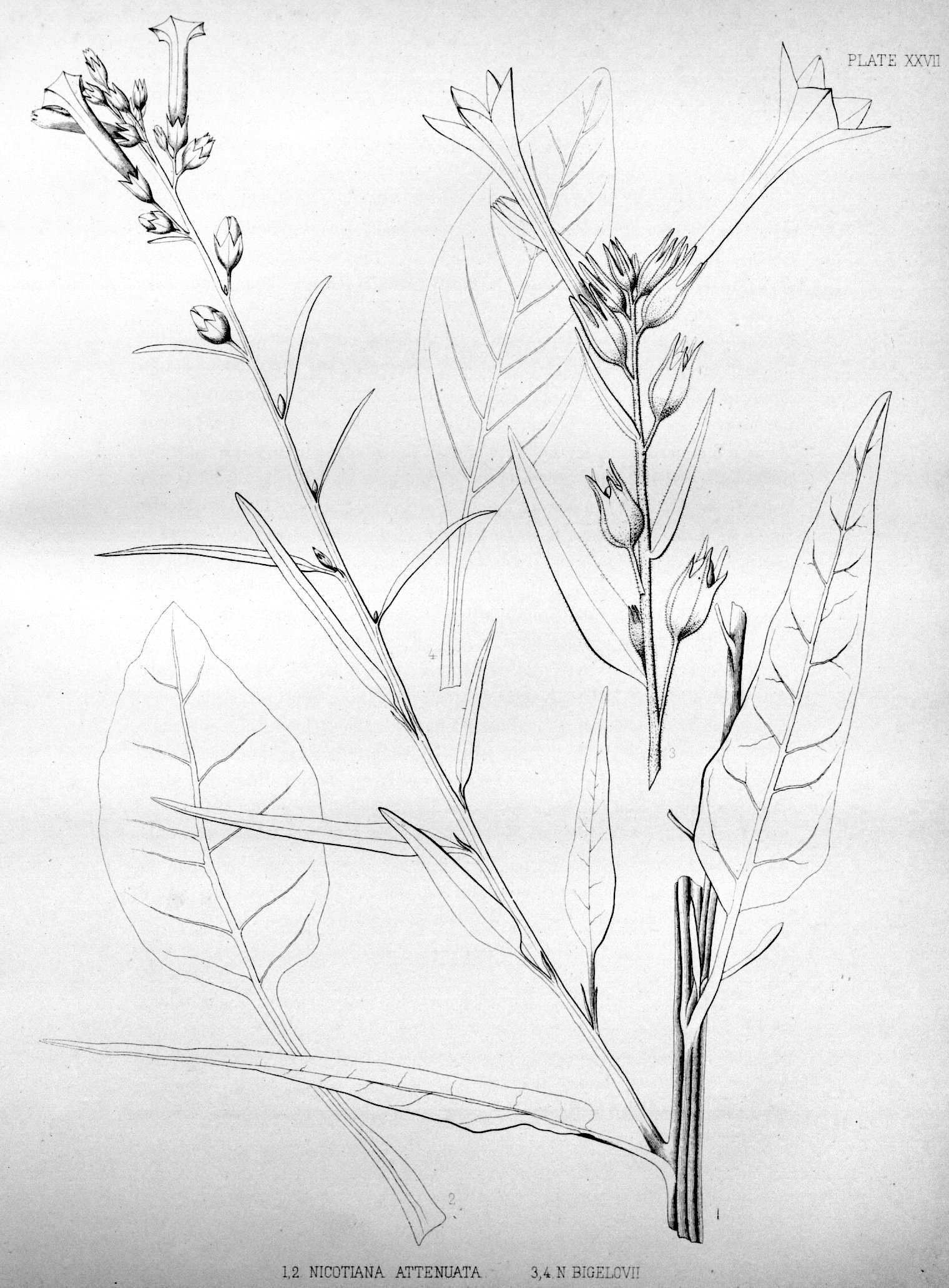